# Pozzo Cucù
Pozzo Cucù este o arie protejată (arie specială de conservare — SAC, sit de importanță comunitară — SCI) din Italia întinsă pe o suprafață de 59 ha, integral pe uscat.

## Localizare
Centrul sitului Pozzo Cucù este situat la coordonatele 40°54′14″N 17°10′04″E / 40.903889°N 17.167778°E.

## Înființare
Situl Pozzo Cucù a fost declarat sit de importanță comunitară în iunie 1995 pentru a proteja 1 specie de animale. Situl a fost protejat și ca arie specială de conservare în iulie 2015.

## Biodiversitate
Situată în ecoregiunea mediteraneană, aria protejată conține 1 habitat natural: Peșteri inaccesibile publicului.
La baza desemnării sitului se află o specie protejată de  mamifere: liliacul mic cu potcoavă (Rhinolophus hipposideros).
Pe lângă speciile protejate, pe teritoriul sitului au mai fost identificate 2 specii de mamifere, 4 specii de nevertebrate.